# Pływanie na Letnich Igrzyskach Olimpijskich 1924 – 4 × 200 m stylem dowolnym mężczyzn
Sztafeta na dystansie 4 × 200 metrów stylem dowolnym mężczyzn była jedną z konkurencji pływackich rozgrywanych podczas VIII Igrzysk Olimpijskich w Paryżu. W konkurencji wzięło 57 zawodników z trzynastu reprezentacji.
Amerykańska czwórka już w półfinale poprawiła ówczesny rekord świata po raz pierwszy schodząc poniżej dziesięciu minut. Zmiana w składzie startującym w wyścigu finałowym, tj. wprowadzenie na ostatnią zmianę mistrza olimpijskiego na dystansach 100 i 400 metrów stylem dowolnym, Johnny'ego Weissmullera pozwoliła ponownie poprawić rekord świata ustanawiając go czasem 9:53,4.

## Rekordy
Rekordy świata i olimpijskie przed rozegraniem konkurencji.
| Rekord świata     | 10:04,4 | Perry McGillivray (USA) Pua Kealoha (USA) Norman Ross (USA) Duke Kahanamoku (USA) | Antwerpia (BEL) | 29 sierpnia 1920 |
| Rekord olimpijski | 10:04,4 | Perry McGillivray (USA) Pua Kealoha (USA) Norman Ross (USA) Duke Kahanamoku (USA) | Antwerpia (BEL) | 29 sierpnia 1920 |

## Wyniki

### Eliminacje
Dwie najszybsze ekipy z każdego biegu i najszybsza ekipa z trzeciego miejsca awansowały do półfinału.
Wyścig 1
| Miejsce | Zawodnicy                                                                                            | Czas    | Uwagi |
| ------- | --- | ------- | ----- |
| 1.      | Stany Zjednoczone (Ralph Breyer, Harrison Glancy, Richard Howell, James O’Connor)                    | 10:41,6 | Q     |
| 2.      | Włochy (Luigi Bacigalupo, Agostino Frassinetti, Gianni Patrignani, Emilio Polli)                     | 11:05,2 | Q     |
| 3.      | Królestwo Serbów, Chorwatów i Słoweńców (Ivo Arčanin, Antun Roje, Vlado Smokvina, Atilije Venturini) | 12:02,4 |       |
| 4.      | Hiszpania (Ramón Berdomás, Pedro Méndez, Julio Peredejordi, José Manuel Pinillo)                     | 12:21,2 |       |

Wyścig 2
| Miejsce | Zawodnicy                                                          | Czas    | Uwagi |
| ------- | ------------------------------------------------------------------ | ------- | ----- |
| 1.      | Szwecja (Thor Henning, Gösta Persson, Orvar Trolle, Georg Werner)  | 11:15,4 | Q     |
| 2.      | Holandia (Gé Dekker, Otto Hoogesteyn, Jakob Köhler, Frits Schutte) | 11:05,2 | Q     |

Wyścig 3
| Miejsce | Zawodnicy                                                                    | Czas    | Uwagi |
| ------- | ---------------------------------------------------------------------------- | ------- | ----- |
| 1.      | Australia (Maurice Christie, Frank Beaurepaire, Ernest Henry, Ivan Stedman)  | 10:21,2 | Q     |
| 2.      | Japonia (Torahiko Miyahata, Kazuo Noda, Kazuo Onoda, Katsuo Takaishi)        | 10:24,2 | Q     |
| 3.      | Czechosłowacja (Václav Antoš, Stanislav Bičák, Viktor Legát, Rudolf Piowatý) | 11:12,8 | q     |
| 4.      | Argentyna (Juan Behrensen, Tomás Jones, Jorge Moreau, Alberto Zorrilla)      | 11:25,0 |       |

Wyścig 4
| Miejsce | Zawodnicy                                                                      | Czas    | Uwagi |
| ------- | ------------------------------------------------------------------------------ | ------- | ----- |
| 1.      | Francja (Guy Middleton, Henri Padou, Édouard van Zeveren, Émile Zeibig)        | 10:41,4 | Q     |
| 2.      | Wielka Brytania (Harold Annison, Albert Dickin, Edward Peter, Leslie Savage)   | 10:52,6 | Q     |
| 3.      | Belgia (Albert Buydens, Joseph Callens, Emiel Thienpondt, Martial Van Schelle) | 11:14,8 |       |

### Półfinały
Dwie najszybsze ekipy z każdego biegu i najszybsza ekipa z trzeciego miejsca awansowały do finału.
W ekipie szwedzkiej w miejsce Thora Henninga i Gösty Perssona wprowadzono bliźniaków Arne i Åke Borgów. W ekipie brytyjskiej miejsce Leslie Savage'a zajął John Thomson. Ekipa czechosłowacka nie pojawiła się na starcie.
Półfinał 1
| Miejsce | Zawodnicy                                                                   | Czas             | Uwagi |
| ------- | --------------------------------------------------------------------------- | ---------------- | ----- |
| 1.      | Australia (Maurice Christie, Frank Beaurepaire, Ernest Henry, Ivan Stedman) | 10:27,0          | Q     |
| 2.      | Wielka Brytania (Harold Annison, Albert Dickin, Edward Peter, John Thomson) | 10:31,2          | Q     |
| 3.      | Francja (Guy Middleton, Henri Padou, Édouard van Zeveren, Émile Zeibig)     | 10:39,4          |       |
| 4.      | Holandia (Gé Dekker, Otto Hoogesteyn, Jakob Köhler, Frits Schutte)          | 11:29,0          |       |
| -       | Czechosłowacja                                                              | Nie wystartowali |       |

Półfinał 2
| Miejsce | Zawodnicy                                                                         | Czas    | Uwagi |
| ------- | --------------------------------------------------------------------------------- | ------- | ----- |
| 1.      | Stany Zjednoczone (Ralph Breyer, Harrison Glancy, Richard Howell, James O’Connor) | 9:59,4  | Q     |
| 2.      | Szwecja (Arne Borg, Åke Borg, Orvar Trolle, Georg Werner)                         | 10:31,2 | Q     |
| 3.      | Japonia (Torahiko Miyahata, Kazuo Noda, Kazuo Onoda, Katsuo Takaishi)             | 10:12,4 | q     |
| 4.      | Włochy (Luigi Bacigalupo, Agostino Frassinetti, Gianni Patrignani, Emilio Polli)  | 11:00,4 |       |

### Finał
W ekipie amerykańskiej miejsce Richarda Howella zajął Johnny Weissmuller. W ekipie australijskiej miejsce Ivan Stedmana zajął Boy Charlton.
| Miejsce | Zawodnicy                                                                             | Czas    |
| ------- | ------------------------------------------------------------------------------------- | ------- |
|         | Stany Zjednoczone (Ralph Breyer, Harrison Glancy, James O’Connor, Johnny Weissmuller) | 9:53,4  |
|         | Australia (Maurice Christie, Frank Beaurepaire, Ernest Henry, Boy Charlton)           | 10:02,2 |
|         | Szwecja (Arne Borg, Åke Borg, Orvar Trolle, Georg Werner)                             | 10:06,8 |
| 4.      | Japonia (Torahiko Miyahata, Kazuo Noda, Kazuo Onoda, Katsuo Takaishi)                 | 10:16,2 |
| 5.      | Wielka Brytania (Harold Annison, Albert Dickin, Edward Peter, John Thomson)           | 10:19,4 |